# Thibault Ferasse
Thibault Ferasse, né le 12 septembre 1994 à Saint-Brieuc, est un coureur cycliste français, professionnel de 2016 à 2022.

## Biographie

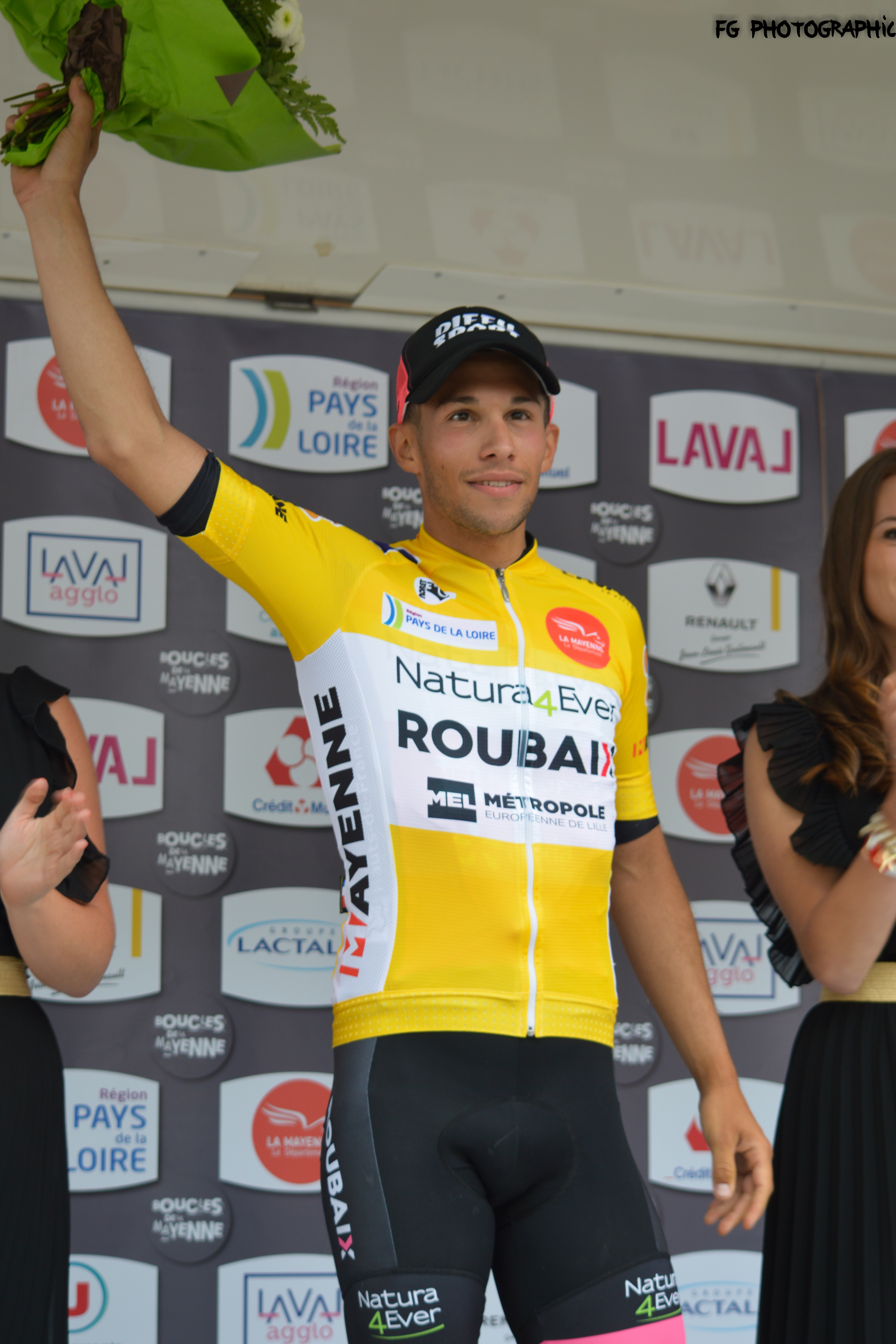
Thibault FERASSE vainqueur des boucles de Mayennes 2019

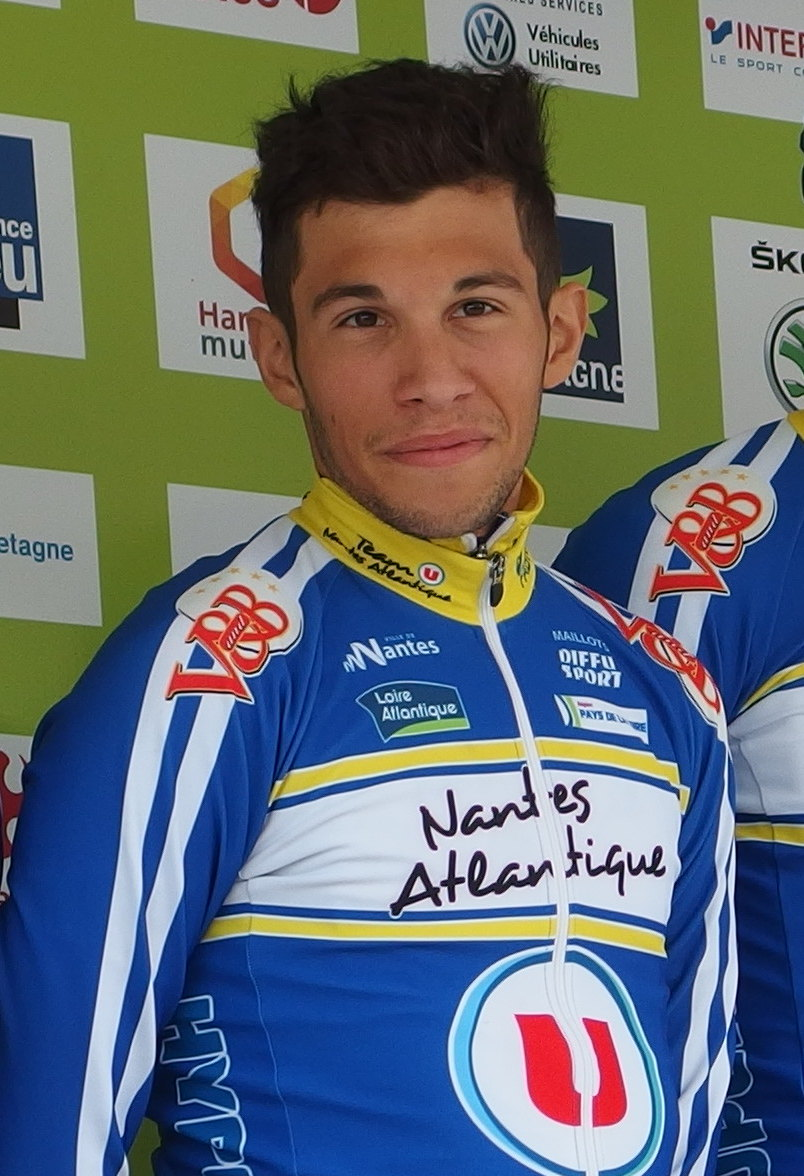
Thibault Ferasse lors du Tour de Bretagne 2015.

### Carrière professionnelle

#### Armée de Terre
À l'issue de la saison 2015, il signe un contrat professionnel avec l'équipe continentale Armée de terre,.
Pour ses premiers pas à ce niveau, il obtient quelques accessits sur des épreuves comme les Boucles de l'Essor qu'il termine en seconde position, ou le Tour du Doubs qui voit le coureur de l'Armée de terre finir troisième au sprint derrière Samuel Dumoulin et le coureur belge Baptiste Planckaert.
Il commence la saison 2017 par une encourageante 14e sur le GP La Marseillaise. Régulier tout au long de la saison, il décroche des places d’honneur sur la Classic Sud Ardèche en février (20e), la Classic Loire-Atlantique en mars (19e), le Tour du Finistère en avril (8e), le GP de la Somme (6e) et le GP de Plumelec (9e) en mai, le GP Cerami (9e) en juillet ainsi que sur le Tour du Doubs (6e) et le GP de Wallonie (12e) en septembre. Le 22 août, il passe près de la victoire, seulement devancé par Karol Domagalski au Grand Prix des Marbriers.

#### Natura4Ever-Roubaix Lille Métropole
Son retour dans le peloton professionnel est annoncé en novembre 2018, le coureur de 24 ans s'engageant au sein de la structure continentale Natura4Ever-Roubaix Lille Métropole pour la saison 2019. Malade mi-février, il se retrouve à court de sensations pour le début de saison, ne les retrouvant que fin mars sur la Classic Loire-Atlantique. Disputée sur ses routes d'entraînement et protégé par son équipe, il y termine 10e. Place qu'il retrouve début juin sur les Boucles de l'Aulne, au lendemain d'une 26e place sur le GP de Plumelec. Son bon état de forme se confirme sur les Boucles de la Mayenne, 3e du prologue puis 4e de la première étape disputée dans des conditions dantesques. 23e de la deuxième étape, il prend les rênes du classement général au terme de celle-ci et les conserve jusqu'au terme de l'épreuve.

#### B&B Hotels p/b KTM
Thibault Ferasse rejoint B&B Hotels p/b KTM en 2021. En septembre 2022, la formation française annonce l'extension de son contrat jusqu'en fin d'année 2024. Cependant, l'équipe disparaissant faute de financement, il annonce mettre un terme à sa carrière le 15 décembre 2022
En 2023, Thibault Ferasse intègre l'organisation du Tour de Bretagne cycliste en qualité de consultant et ambassadeur. Il se reconvertit également dans les compétitions de trail.

## Palmarès

### Palmarès sur route
- 2013
  - 3e étape du Tour de Corse
  - 2e du Trophée Paul Fréhel
- 2014
  - 1re étape du Tour de Mareuil-Verteillac-Ribérac
- 2015
  - 1re étape du Tour Nivernais Morvan
  - 1rea étape du Tour des Deux-Sèvres
  - Tour de Rhuys
  - 2e du Grand Prix U
  - 2e du Critérium Nant'Est Entreprises
  - 2e du Tour de Loire-Atlantique
  - 2e du Grand Prix de Brissac-Quincé
  - 3e du championnat des Pays de la Loire
- 2016
  - 2e des Boucles de l'Essor
  - 3e du Tour du Doubs
- 2017
  - 2e du Grand Prix des Marbriers
- 2018
  - Grand Prix Gilbert-Bousquet
  - 2e étape du Tour des Mauges (contre-la-montre)
  - La Castelbriantaise
  - Grand Prix de la Baule
  - La Cancaven
  - Grand Prix de Fougères
  - 2e des Boucles de la Loire
  - 2e de l'Estivale bretonne
  - 3e du Circuit des plages vendéennes
  - 3e du Grand Prix de Vougy
  - 3e du Tour de Loire-Atlantique
- 2019
  - Classement général des Boucles de la Mayenne
  - 2e du Critérium Nant'Est
- 2022
  - 3e de Paris-Camembert

### Classements mondiaux
| Année                                 | 2016 | 2017 | 2018 | 2019 | 2020  | 2021 | 2022 |
| ------------------------------------- | ---- | ---- | ---- | ---- | ----- | ---- | ---- |
| Classement mondial                    | 783e | 367e | nc   | 489e | 1466e | 574e | 536e |
| UCI Europe Tour                       | 497e | 178e | nc   | 377e | 1100e | 461e | 422e |
|                                       |      |      |      |      |       |      |      |
| Légende : nc = non classéSource : UCI |      |      |      |      |       |      |      |

### Palmarès en cyclo-cross
- 2014-2015
  - Cyclo-cross de Couëron[10]
- 2015-2016
  - Cyclo-cross de Sainte-Luce-sur-Loire[11]
- 2017-2018
  - Cyclo-cross de Sainte-Luce-sur-Loire[12]
  - Cyclo-cross de Couëron[13]